# Anna Maria Bennett
Anna Maria Bennett, oder Agnes Maria Bennett (* um 1750, mutmaßlich in Merthyr Tydfil ; † 12. Februar 1808 in Brighton) war eine walisische Schriftstellerin und die Mutter einer englischen Schauspielerin. Ihr bekanntestes Werk ist der Briefroman Agnes de-Courci von 1789.

## Familie
Anna wurde vermutlich in Merthyr Tydfil, einer Stadt in der südwalisischen Grafschaft Glamorgan, geboren. Sie war die Tochter von David Evans. Sie war kurzzeitig verheiratet mit einem Zollbeamten namens Thomas Bennett, aber als sie nach London zog, um in einem Geschäft für Marinebekleidung auszuhelfen, lernte sie den Vize-Admiral Sir Thomas Pye kennen. Sie wurde seine Haushälterin und Geliebte in seinem Haus im Londoner Stadtteil Tooting.
She minc'd his meat, & made his bed
And warm'd it too, sometimes, 'tis said.'
Das Paar bekam zwei uneheliche Kinder, Thomas Pye Bennett und Harriet Pye Bennett. Letztere erschien später als die namhafte Schauspielerin Harriet Pye Esten, deren Karriere durch ihre Mutter stark gefördert wurde.
Ihr Sohn Thomas heiratete die (nicht blutsverwandte) Tochter Mary des Admirals.
Agnes’ Tochter Harriet heiratete 1784, mutmaßlich im Alter von 19 Jahren, den Marineangehörigen James Esten.
Unterstützt von ihrer Mutter begann sie ihre Schauspielkarriere in Bath und Bristol und setzte diese in Dublin fort. Während ihrer Zeit in der irischen Hauptstadt handelte ihre Mutter die formelle Scheidung von James Esten aus. Hierbei half, dass James Esten hochverschuldet war und die Agnes Maria seine Schulden beglich.
1785 trennten sich Bennett und Pye. Anlass war ein von Pye versehentlich an sie adressierter Brief, der eigentlich einer anderen Frau zukommen sollte.  Drei Wochen darauf starb der Admiral im Alter von 76 Jahren und hinterließ Agnes sein Stadthaus in der Suffulk Street.
Von Juli 1792 bis 1794 übernahmen ihre Tochter Harriet und sie das Theatre Royal im schottischen Edinburgh. Während Harriet ihren schauspielerischen Verpflichtungen in London nachging (was auf Kritik der örtlichen Presse stieß), leitete Bennett das Theater faktisch alleine, was ihr viel abverlangte.

## Schriftstellerei
Obwohl Kritiker die Weitschweifigkeit in ihren Werken bemängelten, war die  Qualität ihrer Romandichtung derart herausragend, dass Bennett in einem Nachruf als das Äquivalent zu Henry Fielding oder Samuel Richardson gesehen wurde („the equal of Fielding or Richardson“).
Die Erreichung solch hoher Standards wurde allerdings unter mitunter widrigen Bedingungen ihrer beruflichen Tätigkeiten zuwege gebracht. Aufgrund der hohen Belastung, die die anstrengende Leitung des Edinburger Theaters mit sich brachte, empfand sie das Schreiben als willkommenen Ausgleich.
Die Kritik schätzte die „verbale Ironie“ und die „bodenständige Satire“ von The Beggar Girl. Spätere Beobachtern sahen sich an Charles Dickens erinnert, mit dem Augenmerk auf das „Leben in Reichtum, Leben in Armut und die wirtschaftlichen Wechselwirkungen dazwischen“ (‘high life, low life and the economic interactions between’). Wie Dickens hatte auch sie keine Furcht, ihren Geschichten eine kräftige satirische Schärfe beizumengen. So zum Beispiel spottete sie über die engen Konventionen des Liebesromans, indem sie den Kapiteln ihres Romans The Beggar Girl Überschriften gab, wie „Die lange Geschichte“, „Die lange Geschichte geht weiter“ und „Kein Ende der langen Geschichte“.
Tatsächlich aber überschritt Bennett, wie sie auch später als Verfasserin „skandalöser Memoiren“ eingeordnet wurde, gelegentlich die Grenzen und „ihre lebhafte sexuelle Komödie und ihr starker Gebrauch sexueller Anspielungen [...] wurden schnell ebenso inakzeptabel“.
Ihre Vorliebe für Kontroversen – nicht mal ihr Verleger Lane und sein Verlagsimperium waren vor ihrem satirischen Biss (in The Beggar Girl) sicher (was er aber mit Langmut ertrug) – musste im Interesse und Respekt gegenüber der königlichen Familie abgemildert werden. Dies tat sie, indem sie ihren Romanen zusammen drei Widmungen an diese einfügte.
Die meisten Bücher wurden bei Minerva Press des Verlegers William Lane  veröffentlicht. Agnes de-Courci wurde von S. Hazard (Bath) herausgegeben und De Valcourt  von R. Dutton (London) veröffentlicht.

## Werke
- Anna: or Memoirs of a Welch Heiress, 1785
- Juvenile Indiscretions, 1786
- Agnes de-Courci: a Domestic Tale, 1789
- Ellen, Countess of Castle Howel, 1794
- The Beggar Girl and he Benefactors, 1797
- De Valcourt, 1800
- Vicissitudes Abroad, 1806